# Capparis usiacurina
Capparis usiacurina là một loài thực vật có hoa trong họ Capparaceae. Loài này được Dugand mô tả khoa học đầu tiên năm 1941.